# Caterina De Silvestro
Caterina De Silvestro (fl. 1517-1525), indicizzata "Mayr, Caterina" nei repertori online, è stata una tipografa italiana, attiva a Napoli nel secondo e terzo decennio del XVI secolo.

## Biografia
Non si hanno notizie circa il luogo e la data di nascita di Caterina De Silvestro. Si può tentare di ricostruire la sua vita, attraverso le edizioni, che recano la sua sottoscrizione. L’apposizione di un nome e un cognome costituisce l’affermazione di una presenza quasi «(in)visibile»: un atto di estremo coraggio.

### Sigismund Mayr e la rinascita della stampa a Napoli

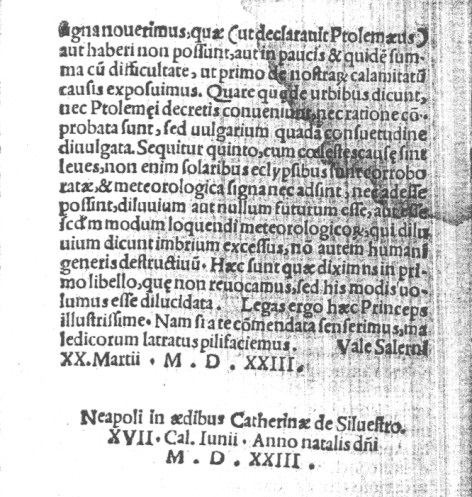
Firma di Caterina De Silvestro nel colophon del De liberatione a metu futuri diluvii contra nonnullos iuniores (1523) di Agostino Nifo (OPAC SBN: IT\ICCU\CFIE\032472).

Da sola in un mondo di uomini, desiderosa di slegarsi dal nome del marito, edificando la sua modesta fama sui suoi meriti, Caterina irrompe come innovativa imprenditrice a Napoli tra il 1517 e il 1525.
In questo periodo circoscritto, tre protagonisti dominano la scena partenopea insieme alla già citata Caterina: Giovanni Antonio de Caneto, Giovanni Pasquet de Sallò e Antonio Frezza. Tutti legati ad un solo nome: Sigismund Mayr vor Marchsam (Germania XV sec. – Napoli 1517).
Tra i tipografi tedeschi, che, a seguito dell’assedio della città di Magonza da parte delle truppe di Adolfo di Nassau, devono trasferirsi in altre località, si distingue Sigismund Mayr, che nel 1493 giunge in Italia, speranzoso di conseguire il successo in una terra di mercato. Nel corso della sua attività di stampatore, si possono individuare due fasi: quella romana (1493-1496) e quella napoletana (1503-1517).
A Roma, collabora con il suo conterraneo Johann Besicken. Insieme arrivano a stampare 23 incunaboli, finché, per ragioni sconosciute, recedono dal contratto a tempo indeterminato, precedentemente firmato.
Successivamente, pensa di spostarsi a Napoli, dove, dopo un periodo di stasi coincidente con la «jattura» - che, dal 1494 al 1503, imperversa la città colpita dalla peste, scossa dal terremoto e distrutta dall’operato del re Carlo VIII - stampa la sua prima cinquecentina: Egloghe di gentiluomini napoletani alla fine del xv secolo (1503). Anche in questa circostanza non lavora da solo, ma entra in societas con Pietro Summonte, che decide di costituire un sodalizio, dopo aver ricevuto l’incarico da parte del viceré Consalvo Ernandes di Cordova «[…] di fare stampare le opere del Pontano, del Salazaro [sic] et altre», diventando editore del Mayr. L’alemanno deve il suo successo senz’altro all’editio princeps dell’Arcadia (1504) di Jacopo Sannazaro, ritenuta «di gran lunga superiore a quella apparsa scorretta e non autorizzata a Venezia nel 1502». Summonte e Mayr lavorano in sinergia, uno come mente e l’altro come braccio, fino al 1512, determinando «la rinascita dell’arte della stampa» a Napoli. Mayr continuerà a lavorare autonomamente fino alla sua morte (1517). Dalla sua officina, vengono fuori circa quaranta edizioni di qualità, non solo per il valore dei testi in sé, ma anche e soprattutto per la accurata realizzazione che le contraddistingue.

### Lo spartiacque
L’atto del notaio Antonino d’Ambrosio diventa uno spartiacque importante essenzialmente per due ragioni. Innanzitutto, segnala la sede della stamperia, che ha costituito a lungo oggetto di dibattito tra gli studiosi, fornendo una coordinata spaziale: «in apoteca sitam et positam in vicus de sanguini». In relazione a quest’informazione, ne troviamo anche un’altra relativa al tempo. L’annale di Manzi segnala il De agricultura opusculum di Antonino Venuti e Utili instructioni di Giovanni Gallucci come ultime due tirature di Mayr risalenti a luglio. Tuttavia, leggendo l’atto notarile, si può riscontrare che già a maggio, «due mesi prima della vedovanza», Caterina configura come la curatrice delle edizioni. Caterina, infatti, si impegna ad estinguere il debito verso Vincenzo Candela di Agerola del «germanum» - suo defunto marito, che aveva ordinato 25 risme «de forma de carta bastarda» - corrispondente a «circa 27 ducati e tre ettari e mezzo», «metà a fine luglio e metà a fine novembre».

### L’attività tipografica di Caterina De Silvestro

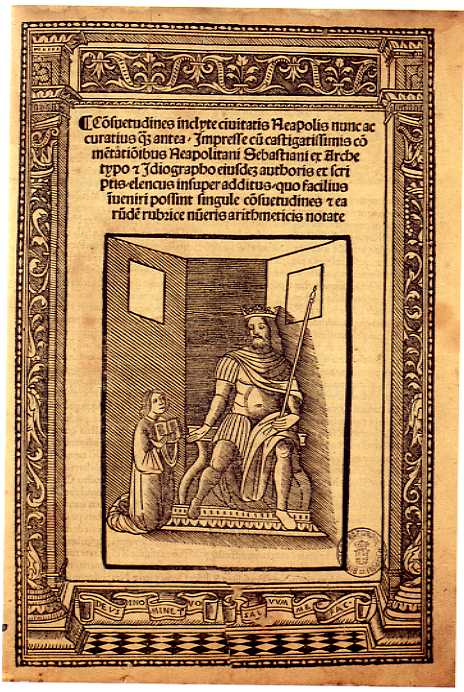
Frontespizio, Napoletano Sebastiani, Consuetudines inclyte ciuitatis Neapolis nunc accuratius quam antea, 1518 (EDIT16: CNCE 50527).

L’inizio dell’attività tipografica di Caterina coincide con la morte di suo marito Sigismund Mayr. Caterina De Silvestro, dopo pochi mesi dalla dipartita del suo consorte - che presumibilmente conosce e sposa proprio a Napoli - riprende subito in mano le redini della stamperia, ultimando l’Utile instructioni et documenti di Giovanni Gallucci.
Esordisce, pubblicando due trattati latini del francescano Giacomo Mazza nel formato in 4°: il Tractato per vtile & deletabile nominato amatorium (1517) e il Tractatu preclarissimo & utile nominato Lucerna confessionis… (1518).
Allo stesso anno, risale la monografia intitolata Consuetudines inclyte ciuitatis Neapolis… (1518) di Napoletano Sebastiani, dove si trova la classica espressione «in aedibus Sigismundi Mayr teutonici». Presumibilmente Caterina, almeno all’inizio, decide di lasciare il «prestigioso nome del marito» nella sottoscrizione come strategia commerciale. L’inserimento di molteplici lettere miniate circondate da motivi floreali, le porzioni di testo incastonate in quello complessivo disposto su due colonne e la numerazione delle pagine rendono senz’altro questo un lavoro di grande pregio, meritevole di maggiore risonanza.
Nel suo progetto editoriale, la pubblicazione di testi latini, anche se ricorrente, non si può definire esclusiva. Nel 1519, infatti, stampa l’opera più importante di Girolamo Britonio, un poeta originario di Sicignano degli Alburni: Gelosia del sole, dove si può leggere la dedica dell’autore a Vittoria Colonna. Esce dai suoi torchi un altro testo di carattere storico, scritto sempre da Britonio: Ordene et recollettione de la festa fatta in Napoli per la noua hauuta de lo imperadore Carlo de Austria (1519).
Agli anni Venti del Cinquecento, risalgono gli enchiridia: il Ludus equestris (1520) di Marco Paloni e l’Erōtopaignion (1520), raccolta di epigrammi di Girolamo Angeriano.
Nel 1521, stampa l’opera di Vincenzo Flumaro - Fasciculus myrrhae - dove alcune delle ultime pagine sono riservate all’attestazione delle "cose accadute durante la stampa del codice".
Nel 1523, stampa tre testi di Agostino Nifo: Eutychi Augustini Niphi Medices philosophi Suessani Comentaria in libris posteriorum Aristotelis (gennaio), De regnandi peritia (marzo) e De liberatione a metu futuri diluvii contra nonnullos iuniores (giugno). Tra questi, il De regnandi peritia è l’unico a contenere postille in caratteri greci (c.3).
Questo non rappresenta solo “l’anno di Nifo”, anzi. Nessuno dei volumi annoverati si può considerare tra i suoi lavori meglio riusciti. Quest’onore spetta al Mundo praesens dirigit opus, & sapientibus uaticinans euentus… (1523), trattatello astrologico di Giovan Battista Abioso, matematico di Bagnoli Irpino. Si apre proprio con il Monogramma di Cristo (iniziali Y.H.S.) nell'ostia radiante, ossia la sua marca tipografica. Al verso della prima carta, si trova una xilografia, che ritrae un astronomo a sinistra e uno scriba a destra. La penultima carta viene occupata dall’indice dei capitoli. L’ultima [28], invece, contiene un breve testo inquadrato in una cornice xilografica con elementi fitomorfi in alto e in basso, putti e vasi ai lati (mm.105x109, l. superiore 21 mm c. e inferiore 20 mm c.).
La marca tipografica - stavolta posta nel colophon - contraddistingue anche la Satis metuendi diluuij verissima liberatio di Giovanni Elisio, unico esemplare custodito presso la Biblioteca Universitaria di Napoli. Consultandolo, si può notare che all’inizio risulta legato con un’altra opera: l’Opusculum de mirabilibus noue et veteris vrbis Rome editum a Francisco Albertino Floren (1515). Alcuni sostengono che Caterina adoperi un ulteriore segno distintivo: la Madonna di Loreto con in braccio Gesù, che è possibile vedere proprio in quest’edizione.
Fino a questo momento, Caterina lavora da sola, rivelando delle competenze, che connotano la sua attività tipografica. Una senz’altro culturale, poiché mostra di aver ricevuto un’ottima istruzione, superiore a quella delle donne dell’epoca, tenendo conto che a Napoli solo il 2,7% di queste - spesso facenti parte della sfera monastica o nobiliare - scrivono il proprio nome per firmare, mentre le altre si servono di una croce. L’altra sicuramente manageriale, legata alla gestione del denaro. Si crede, infatti, che Caterina sia almeno benestante e che questo abbia spinto Sigismund a prenderla in moglie.
Si circonda di professionisti in grado di calibrare correttamente la carta in quasi tutti i casi, compiendo abilmente un’operazione volta al risparmio. Caterina, quindi, si ricorda tra quei pochi che riescono a stampare una cinquecentina, evitando di inserire carte diverse provenienti da due cartiere distinte o anche dalla stessa cartiera. Il suo “mettersi a nudo” può derivare dalla consapevolezza della propria posizione di prestigio, per quanto difficile da mantenere. Sicuramente, in virtù delle sue conoscenze, si pensa che abbia cooperato con suo marito, anche se mai menzionata nelle sue edizioni, «apprendendone il mestiere» nel corso degli anni.

### Evangelista Presenzani da Pavia: erede diretto di…
Nel 1524, Caterina sposa Evangelista Presenzani da Pavia, che ha già lavorato in precedenza nell’officina Mayr alla realizzazione del De rebus coelestibus (1512).
Il secondo matrimonio, così come il primo dettato da motivi economici, stavolta risulta finalizzato anche ad evitare un’inutile concorrenza, trasformandola in collaborazione, che si concretizza nella fusione delle due officine. Da quest’unione, nasce un’opera figlia: il Monoctium di Gerónimo Pérez, un in 4° di sole 18 carte, conservato in Spagna presso la Biblioteca Nacional de Catalunya e risalente al 10 novembre 1525.
La presenza maschile adombra ancora una volta quella di Caterina, che ritorna di nuovo ad essere designata come moglie legata al nome del defunto stampatore alemanno: «Fuit hec Quaestio Impresse Neapoli per M. Evangelistam Papiensem: Et eius uxorem heredem M. quondam Sigismundi Mayr Calcographi».
All’improvviso Caterina sembra scomparire nel nulla. L’opzione dell’abbandono volontario della propria attività viene immediatamente scartata, considerando l’ipotesi della morte a causa della peste, poiché Evangelista, che prosegue la sua attività per altri due anni, non si firma utilizzando soltanto il suo nome, ma si propone come «erede [diretto] di Maestro Sigismondo Mayr».
Nel 1526 ogni attività produttiva e commerciale viene interrotta a causa del «massiccio esodo della popolazione», legato anche alle «vicende politico-militari». Anche Evangelista, insieme agli altri tipografi dell’epoca, assisterà al fallimento della propria azienda. La stampa a Napoli ricomincerà ad ingranare quando saranno trascorsi tre anni.

## Marche tipografiche utilizzate

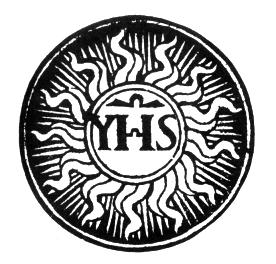
Marca tipografica di Caterina De Silvestro (EDIT16: CNCM 1872).

La personalità di Caterina e quella del marito a volte sembrano quasi indistinte, poiché spesso sovrapposte. Il caso più emblematico di questo fenomeno è senz’altro la marca tipografica, che dovrebbe essere il segno distintivo per eccellenza di uno stampatore, eppure in questa circostanza crea delle ambiguità. Di solito, a Sigismund Mayr si attribuisce un «ellissoide sormontato da asta con croce traversa (o di Sant’Andrea)». La Zappella, infatti, insieme ad EDIT16, riconosce questo come suo signum, mentre il Bresciano sostiene che la sua marca corrisponda a un «circolo contenente altri due concentrici, nel mezzo dei quali si legge YHS, […] circondato da un'aureola bianca su fondo nero».
Tuttavia, il Monogramma di Cristo - in principio simbolo dei Gesuiti - contraddistingue non le edizioni stampate dal Mayr, ma da sua moglie Caterina. Tale mescolanza merita particolare attenzione, affinché le due figure si possano scindere, rivelandone le peculiarità individuali.
Tra gli studiosi, c’è anche chi considera la Madonna di Loreto con in braccio Gesù - adagiata sulla Chiesa e circondata da «due angeli che reggono un cartiglio» sul quale si legge «Che Dio risorga» - come un’ulteriore marca, ma escluderei questa ipotesi, poiché ne abbiamo testimonianza solo in un esemplare: Satis metuendi Diluuij verissima Liberatio di Giovanni Elisio (c. b3v. xil.).

### Caratteri utilizzati
Adopera oltre al romano, anche il gotico, presumibilmente per le origini tedesche del marito. Caterina si ispira ad Aldo Manuzio per l’enchiridion forma e introduce il corsivo per la prima volta a Napoli, pubblicando due exempla nel 1520: il Ludus equestris di Marco Paloni a gennaio e l’Erōtopaignion di Girolamo Angeriano a febbraio. Se non si può negare l’eredità dell’officina dal marito, si può constatare come per certi versi se ne discosti: basti notare l’utilizzo di caratteri greci da lui raramente adoperati o delle xilografie, che rendono «le sue pubblicazioni ricercate e pregevoli», molto distanti dalle spoglie edizioni del Mayr. Ad avvalorare tali affermazioni è la visione offerta da Guerriera Guerrieri, che non lascia spazio ad interpretazioni: «nelle edizioni dell'officina del Mayr e di Caterina De Silvestri [sic] vedesi un miglioramento col volger degli anni, ecc.». In questo modo, si va a smentire il calo qualitativo. Dal punto di vista quantitativo, invece, Macchiavelli estingue subito ogni dubbio, lasciando parlare i numeri, che, a volte, per quanto poco riscontrabili nella realtà, sanno rivelarsi utili:
«in una sfida ideale con i suoi tre colleghi maschi, Caterina si colloca al secondo posto, supera di 9 punti il terzo e di oltre 26 il quarto: I. Antonio Frezza con il 42,6%; II. Caterina de Silvestro con il 31,0%; III. Giovanni Pasquet de Sallò con il 22,0%; IV. Giovanni Antonio de Caneto con il 4,4%».

## Edizioni stampate
Di seguito sono elencate, divise per anno di stampa, le edizioni uscite dall’officina tipografica di Caterina De Silvestro.

### 1517
- Mazza Giacomo, Tractato per utile & deletabile nominato amatorium acto ad ordinare lo amore humano alli debiti virtu & deviario de omne illicito amore in che solum consiste virtu nouamente composto da frate Iacobo Maza de Rhegio ad instantia de dom Ramundo de Cardona: vicere del regno Neapolitano (CNCE 50523).

### 1518
- Mazza Giacomo, Tractatu preclarissimo & utile nominato Lucerna confessionis nouamente composto da frate Iacobo Maza de la cita de Rhegyo del ordine de frati minori de regulari observantia ministro de la provincia de Calabria. Ad instantia & petitione deli frati subta sua cura conmissi (CNCE 50528).
- Sebastiani Napoletano, Consuetudines inclyte ciuitatis Neapolis nunc accuratius quam antea. Impresse cum castigatissimis commentationibus Neapolitani Sebastiani ex archetypo & idiographo eiusdem authoris ex scriptis - elencus insuper additus - quo facilius inueniri possint singule consuetudines & earundem rubrice numeris arithmeticis notate (CNCE 50527).

### 1519
- Britonio Girolamo, Gelosia del sole (CNCE 7602).
- Britonio Girolamo, Ordene et recollettione de la festa fatta in Napoli per la noua havuta de lo imperadore Carlo de Austria (CNCE 50578).

### 1520
- Angeriano Girolamo, Erotopaignion. Eclogae. De obitu Lydae. De vero poeta. De Parthenope (CNCE 1882).
- Paloni Marcello, Pinar Camilli Pignatelli comitis burr. ludus equestris in honorem Caesaris (CNCE 50579).

### 1521
- Flumaro Vincenzo, Fasciculus myrrhae in quo vita Christi secundum literam Novi Testamenti decribitur: concordata cum figuris & prophetiis veteris instrumenti cum nonnullis expositionibus (CNCE 29816).

### 1523
- Abioso Giovanni, Mundo praesens dirigit opus, & sapientibus uaticinans euentus anni MDXXIII per eclypsim primo martii (CNCE 16).
- Elisio Giovanni, Satis metuendi diluuij verissima liberatio. Elisianum fragmentum praesagitionis Bononiensis aduersus quorundam putativum diluvium anni MDXXIII ac MDXXIIII cum Elisianis annexis (CNCE 18068).
- Nifo Agostino, Eutychi Augustini Niphi Medices philosophi Suessani Comentaria in libris posteriorum Aristotelis (CNCE 29821).
- Nifo Agostino, Augustini Niphi medicae philosophi Suessani De regnandi peritia ... (CNCE 29819).
- Nifo Agostino, Augustini Niphi De Medicis philosophi Suessani De liberatione a metu futuri diluvii contra nonnullos iuniores (CNCE 50580).

### 1525
- Pérez Gerónimo, Monoctium reverendi (CNCE 50581).